# Rajd Karkonoski 2012
27. Rajd Karkonoski – 27. edycja Rajdu Karkonoskiego. Był to rajd samochodowy rozgrywany od 1 do 3 czerwca 2012 roku. Bazą rajdu było miasto Jelenia Góra. Była to trzecia runda Rajdowych Samochodowych Mistrzostw Polski w roku 2012. Rajd składał się z siedemnastu odcinków specjalnych.

## Wyniki końcowe rajdu[1]
| Miejsce | Kierowca             | Pilot            | Samochód                 | Czas      | Strata   | Grupa Klasa | Punkty |
| ------- | -------------------- | ---------------- | ------------------------ | --------- | -------- | ----------- | ------ |
| 1       | Kajetan Kajetanowicz | Jarosław Baran   | Subaru Impreza STi R4    | 1:46:25.6 | -        | 2           | 45     |
| 2       | Wojciech Chuchała    | Kamil Heller     | Subaru Impreza TMR 10    | 1:48:07.2 | +1:41.6  | 3           | 36     |
| 3       | Łukasz Habaj         | Piotr Woś        | Mitsubishi Lancer Evo IX | 1:49:20.5 | +2:54.9  | 3           | 28     |
| 4       | Maciej Rzeźnik       | Przemysław Mazur | Peugeot 207 S2000        | 1:50:47.4 | +4:21.8  | 2           | 22     |
| 5       | Marcin Gagacki       | Marcin Bilski    | Mitsubishi Lancer Evo IX | 1:54:21.4 | +7:55.8  | 3           | 14     |
| 6       | Jan Chmielewski      | Jakub Gerber     | Citroën DS3 R3T          | 1:54:59.1 | +8:33.5  | 5           | 11     |
| 7       | Szymon Kornicki      | Robert Hundla    | Citroën DS3 R3T          | 1:56:02.2 | +9:36.6  | 5           | 8      |
| 8       | Radosław Raczkowski  | Mariusz Kosiński | Citroën DS3 R3T          | 1:56:21.3 | +9:55.7  | 5           | 4      |
| 9       | Filip Nivette        | Artur Natkaniec  | Ford Fiesta R2           | 1:56:57.4 | +10:31.8 | 6           | 3      |
| 10      | Paweł Danilczuk      | Adam Grzelka     | Mitsubishi Lancer Evo IX | 1:57:09.1 | +10:43.5 | 3           | 1      |